# 냐한남자
냐한남자는 대한민국의 웹툰이다. 네이버 웹툰에서 매주 금요일마다 연재되는 작품이며 작가는 올소이다.

## 설명
길가에 고양이를 잘못 주워 키우면...남자친구가 생깁니다(?) 그들의 기묘한 동거가 시작되는 순간, 오늘부터 당신도 '춘배'의 매력에 헤어나올 수 없습니다.

## 등장인물
- 김춘배
냥국의 왕자였다. 아버지에 의해 인간세상으로 추방되었다가 한보미의 의해 구조되었다. 한보미의 연인이며 본 만화의 남자 주인공이다. 드라마 주인공으로 캐스팅 되기도 했다. 요리의 맛이 좋지만, 비주얼이 영 안 좋다.
- 한보미
빗 속에 있던 김춘배를 보고 전에 키우던 고양이와 닮았다고 생각하며 집으로 데리고 왔는데 소원을 들어주겠다는 춘배의 말을 듣고 소원을 말했으나 다 실패하고 남친이 생기면 좋겠다라고 말하자 김춘배가 보미에게 고백했다. 김춘배의 연인이다. 본 만화의 여자주인공이다.
- 오지나
김보미의 절친이다. 영철이가 집에서 같이 살게 되어 처음엔 불편했지만 점차 좋아지면서 영철이에게 호감이 갔다. 영철이가 춘배와 함께 냥국으로 돌아갔다가 흐느껴 울고있는 영철이에게 걱정의 말&위로의 말을 해주었는데 냥국에서 이를 들은 영철이가 지나에게 고백했다. 현재 영철의 연인
- 김나비
냥국의 둘째왕자. 보미의 첫 고양이였다.냥국에서 요술로 불을 질러 추방되었다. 그러나 다시 만난 보미와 춘배를 보고 질투심이 나 보미와 단둘이 데이트라는 계획을 했지만 실패하고 만다. 현재 모두의 기억 속 사라졌으며 인스타그램도 삭제되었다.(팬클럽 이름:흑춘배)
- 강이지
인간과 멍인의 혼혈멍인. 처음은 싸가지 없다고 소문이 나 있었다. 보미를 좋아했지만 춘배가 있어 맘을 접고 포기했다. 현재 춘배커피에서 일한다. (팬클럽 이름:이지야)
- 김영철
김춘배의 이복 여동생. 이름 때문에 남자로 오해할 수 있다.
- 반휘혈
김춘배의 친한동생,냥인이다.치킨집 알바를 하고 있으며 장학생이다. 나비가 기억에서 사라지고 난 뒤 최초로 나비를 기억해낸 등장인물이다. 본 이름은 알프레도 4세.
나남훈
이 만화의 메인 빌런.